# Distonías ocupacionales
Las distonías ocupacionales son un conjunto de enfermedades que viene caracterizadas por sintomatologías en relación con trabajo o deportes que realiza el enfermo.
Las distonías son trastornos del movimiento en los cuales contracciones sostenidas del músculo causan torceduras y movimientos repetitivos o posturas anormales. Estos movimientos, que son involuntarios y a veces dolorosos, pueden afectar a un solo músculo; a un grupo de músculos tales como los de los brazos, las piernas o el cuello; o al cuerpo entero. Una disminución en la inteligencia y el desequilibrio emocional no son generalmente característicos de las distonías.
Los investigadores opinan que las distonías resultan de una anormalidad en un área del cerebro llamada ganglio basal, donde se procesan algunos de los mensajes que inician las contracciones musculares. Los científicos sospechan un defecto en la capacidad del cuerpo de procesar un grupo de sustancias químicas llamadas neurotransmisores que ayudan a las células del cerebro a comunicarse entre sí. Algunos de estos neurotransmisores incluyen:
- El GABA (ácido gamma-gamma-aminobutírico), una sustancia inhibidora que ayuda al cerebro a mantener control de los músculos.
- La dopamina, una sustancia química inhibidora que influye el control del cerebro sobre el movimiento.
- La acetilcolina, una sustancia química excitatoria (estimulante) que ayuda a regular la dopamina en el cerebro. En el cuerpo, la acetilcolina liberada en las terminaciones nerviosas causa contracción muscular.
- La norepinefirina y la serotonina, son sustancias químicas inhibidoras (calmantes) que ayudan al cerebro a regular la acetilcolina.

La distonía adquirida, también llamada distonía secundaria, resulta de daños por factores ambientales o por enfermedades que afectan al ganglio basal. Las lesiones neonatales (especialmente las relacionadas con la falta de oxígeno), ciertas infecciones, reacciones a ciertas drogas, el envenenamiento producido por metales pesados o monóxido de carbono, traumas o derrames cerebrales pueden causar síntomas de distonías. Las distonías también pueden ser síntomas de otras enfermedades, algunas de las cuales pueden ser hereditarias.
Alrededor de la mitad de los casos de distonías no tiene conexión con enfermedades o lesiones y se llaman distonías primarias o idiopáticas. De las distonías primarias, muchos casos parecen ser heredados de una manera dominante; es decir, solamente es necesario que uno de los padres portadores transmita el gen de la distonía para que la enfermedad ocurra. Cada hijo tiene 50% de posibilidades de ser portador. Sin embargo, en el caso de la distonía, puede ser que un portador no la desarrolle y que los síntomas puedan variar significativamente entre los miembros de una misma familia. El resultado de un gen defectuoso parece ser suficiente para causar desequilibrios químicos que pueden conducir a la distonía, pero también existe la posibilidad de que otro gen o genes y factores ambientales desempeñen un papel importante en su incidencia.
Algunos casos de distonía primaria pueden tener diversos tipos de patrones hereditarios. Conocer el patrón hereditario puede ayudar a las familias a entender su riesgo de transmitir la distonía a las generaciones futuras.
Una forma de clasificar las distonías es según las partes del cuerpo que afectan:
- La distonía generalizada afecta a la mayor parte de o a todo el cuerpo.
- La distonía focal se localiza en una parte específica del cuerpo.
- La distonía multi focal involucra dos o más partes del cuerpo no relacionadas.
- La distonía segmentaria afecta dos o más partes adyacentes del cuerpo.
- La hemidistonía involucra el brazo y la pierna en el mismo lado del cuerpo. Este tipo de distonía a menudo es el resultado de un derrame cerebral.

Algunos patrones de la distonía se definen como síndromes específicos:
La distonía de torsión, previamente denominada distonía musculorum deformans o DMD, es una distonía poco común y generalizada que puede ser hereditaria, comienza generalmente en la niñez y empeora progresivamente. Puede dejar a los pacientes seriamente incapacitados y confinados a una silla de ruedas.
La tortícolis espasmódica o tortícolis, es la más común de las distonías focales. En los casos de tortícolis, los músculos del cuello que controlan la posición de la cabeza se ven afectados, haciendo que la cabeza se doble hacia un lado. Además, la cabeza se va hacia delante o hacia atrás. La tortícolis puede ocurrir a cualquier edad, aunque la mayoría de los pacientes padecen los síntomas iniciales en la edad mediana. Comienza a menudo lentamente y generalmente se vuelve estacionaria. Cerca del 10 al 20% de los pacientes con tortícolis sufren una remisión espontánea (disminución de la gravedad de los síntomas), pero desafortunadamente la remisión puede que no sea duradera.
El blefaroespasmo, la segunda distonía focal más común, es el cierre involuntario y forzado de los párpados. Los primeros síntomas pueden incluir un parpadeo incontrolable. Puede que solamente un ojo se vea afectado inicialmente, pero finalmente la enfermedad afecta a ambos ojos. Los espasmos pueden hacer que los párpados permanezcan cerrados constantemente, causando ceguera funcional aunque los ojos y la visión sean normales.
La distonía craneal es un término usado para describir la distonía que afecta a los músculos de la cabeza, la cara y el cuello. La distonía oromandibular afecta a los músculos de la mandíbula, los labios y la lengua. La mandíbula puede abrirse o cerrarse completamente, dificultando la acción de tragar y el habla. La disfonía espasmódica afecta a los músculos de la garganta que controlan el habla. También llamada disfonía espástica o distonía de la laringe, causa quebraduras en la voz y dificultades en el habla, tales como un habla forzosa y entrecortada con la respiración. El síndrome de Meige es la combinación del blefaroespasmo y la distonía oromandibular y a veces la disfonía espasmódica. La tortícolis espasmódica se puede clasificar como un tipo de distonía craneal.
El calambre del escritor es una distonía que afecta a los músculos de la mano y a veces del antebrazo y ocurre solamente durante la escritura. Ciertas distonías focales similares también han sido denominadas calambre del mecanógrafo, calambre del pianista y calambre del músico.
La distonía dopa responsiva (DRD, por su sigla en inglés), de la cual la distonía de Segawa es una variante importante, es una condición que se puede tratar exitosamente con medicamentos. Típicamente, la DRD comienza en la niñez o la adolescencia causando dificultad progresiva para caminar y, en algunos casos, espasticidad. En la distonía de Segawa, los síntomas fluctúan durante el día, desde una movilidad relativa por la mañana hasta una incapacidad progresiva por la tarde y en la noche, o después de hacer ejercicio. El diagnóstico de la DRD puede ser errado, puesto que posee muchos de los síntomas de la parálisis cerebral.